# Charlie Ventura
Charlie Ventura, pseudonimo di Charles Venturo (Filadelfia, 2 dicembre 1916 – Pleasantville, 17 gennaio 1992), è stato un sassofonista statunitense.
È ricordato per l’originalità del suo tentativo di amalgamare le sezioni strumentali con le parti vocali assegnate a Roy Kral e a Jackie Cain, in un impasto musicale che fu definito un «bop for the people».

## Biografia
Cresciuto in una famiglia musicalmente stimolante, Ventura si avvicinò ai sax iniziando con un sassofono C melody, per passare poi a un contralto e approdare definitivamente a un tenore. Con il suo strumento si esibì in occasionali improvvisazioni assieme a musicisti di valore che toccavano la sua città natale nei loro tour; decise di licenziarsi dai cantieri navali di Filadelfia e nel 1942 si unì all’orchestra di Gene Krupa a intervalli fino al 1951, raggiungendo buona popolarità  e ottenendo nel 1945 un prestigioso riconoscimento dalla rivista Down Beat. All’impegno con Krupa, Ventura alternò la partecipazione a una big band di propria creazione e a un settetto con il trombettista Conte Candoli, il trombonista Bennie Green, il sassofonista Boots Mussulli, il batterista Ed Shaughnessy e le due voci Jackie Cain e Roy Kral. Nel 1951 si associò al gruppo The Big Four composto da Marty Napoleon al piano, Chubby Jackson al basso e Buddy Rich alla batteria. Negli anni successivi continuò a suonare con Krupa, poi nel 1977 incise assieme al pianista John Bunch, e nei decenni settanta e ottanta fu il sassofonista di varie formazioni musicali.
La sua carriera ebbe termine con la morte nel 1992 a causa di un tumore ai polmoni.

## Discografia
- 1945 – Crazy Rhythms of Charlie Ventura
- 1947 – Carnegie Hall Concert
- 1950 – Stomping with the Sax
- 1953 – Charlie Ventura
- 1953 – Charlie Ventura and His Sextet
- 1953 – Charlie Ventura featuring Charlie Ventura Septet
- 1954 – Charlie Ventura
- 1954 – Charlie Ventura Quartet
- 1955 – Evening with Mary Ann McCall
- 1955 – Charlie Ventura’s Carnegie Hall Concert
- 1955 – Jumping with Ventura
- 1955 – In a Jazz Mood
- 1956 – Blue Saxophone
- 1956 – Charley’s Parley
- 1956 – New Charlie Ventura in Hi Fi
- 1956 – Charlie Ventura Plays Hi Fi Jazz
- 1957 – Adventure with Charlie Ventura
- 1957 – Here’s Charlie
- 1957 – Charlie Ventura in a Jazz Mood
- 1957 – The Charlie Ventura Quintet: A Lost Gem
- 1958 – East of Suez
- 195? – Charlie Ventura & His Orchestra
- 1960 – Charlie Ventura Plays for the People
- 1977 – Chazz
- 1977 – Chazz 1977
- 1995 – Live at the Three Deuces, 1947
- 2002 – Live at the Three Deuces, Vol. 2
- 2002 – Legendary Pasadena Concert[4]